# Choc Volcker

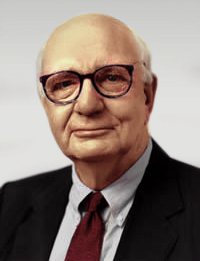
Paul volcker

Le choc Volcker est une politique monétaire restrictive mise en place entre 1979 et 1982 par Paul Volcker, nommé le 6 août 1979 président du Conseil des gouverneurs de la Réserve fédérale des États-Unis à la fin du mandat du président démocrate des Etats-Unis Jimmy Carter, également connu plus tard pour la règle Volcker de juillet 2010 limitant les investissements spéculatifs des banques et la doctrine Volcker imposée aux États débiteurs qui demandent des prêts aux institutions internationales.
Le "Choc Volcker" réagissait au second choc pétrolier de la fin 1979 et a permis une réduction de l'inflation aux États-Unis mais causé une profonde récession au cours de l'année 1982, avec un recul de 2% du PIB américain, et plus généralement la récession mondiale du début des années 1980 générant elle-même la crise de la dette des pays en voie de développement.

## Contexte
Dans les années 1970, les États-Unis connaissent une phase d'inflation forte, en grande partie due à deux chocs pétroliers successifs, le premier choc pétrolier de 1973 et le second choc pétrolier, de 1979.
Le président des États-Unis Jimmy Carter nomme en août 1979 Paul Volcker à la tête de la banque centrale avec comme mission de maîtriser l'inflation. 
Ce dernier se base sur les théories de l'école monétariste, selon laquelle l'inflation est toujours et partout un phénomène monétaire: pour réduire l'inflation, il semblait nécessaire de réduire la masse monétaire. Cette politique est une politique de ciblage monétaire.
Le choc Volcker a eu lieu de 1979 à l'été 1982.

## Conséquences

### Augmentation du prix de la monnaie
Cette restriction forte de la masse monétaire provoque une augmentation importante des taux d'intérêt. En effet, si la demande de monnaie reste la même ou augmente, l'offre de monnaie est en baisse, ce qui provoque une hausse de la valeur de la monnaie. En plus de cela, Volcker accompagne la baisse de la masse monétaire d'une augmentation des taux directeurs, qui passent de 9 % à 19 %.
En juin 1981, le niveau des taux d’intérêt américains à court terme atteint à New York « le record historique de 20 %, attirant tous les capitaux flottants du monde en quête du placement le plus rémunérateur ».
À cette date, la divergence entre la politique économique américaine et celle menée en France par le tout nouveau gouvernement d’union de la gauche en France est« à son maximum »: la première est très puissamment orientée contre l'inflation, sans avoir peur des dégâts pour la croissance, quand seconde est entièrement tournée vers la relance budgétaire.

### Baisse de l'inflation et augmentation du chômage
Le choc Volcker fait chuter l'inflation mais causé une profonde récession au cours de l'année 1982, avec un recul de 2% du PIB, et plus généralement la récession mondiale du début des années 1980 générant elle-même la crise de la dette des pays en voie de développement, avec pour effet une augmentation importante du chômage.
Le recul de 2% du PIB américain au cours de l'année 1982 contribue à faire chuter l'inflation.

### Augmentation du poids de la dette publique
Les conséquences du choc Volcker n'ont pas seulement été nationales, mais aussi internationales. La hausse des taux d'intérêt s'est propagée à tous les pays. Or, l'augmentation des taux d'intérêt rend plus coûteux le service de la dette, c'est-à-dire le coût des intérêts sur la dette publique.
Cela a été particulièrement vrai en Amérique latine : l'Argentine a vu sa dette gonfler rapidement de 45 milliards à 65 milliards de dollars en 1989. La dette du Brésil a également augmenté de 100 % en dix ans, passant de 50 à 100 milliards. La même situation a eu lieu en Afrique. Le Mexique annonce son défaut de paiement en 1982.